# Caterina Consani
Caterina Consani, auch Katia Consani, (* 1963) ist eine italienische Mathematikerin, die sich mit Nichtkommutativer Geometrie, arithmetischer Geometrie und Zahlentheorie beschäftigt.

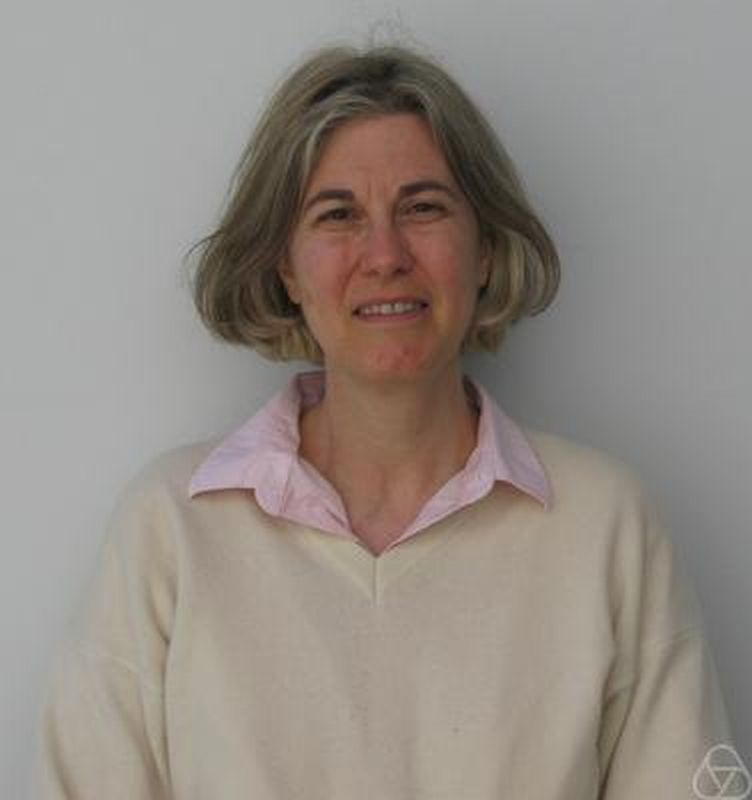
Caterina Consani 2011

Consani machte 1986 an der Universität Genua ihren Bachelorabschluss (summa cum laude) und wurde 1993 an den Universitäten Genua und Turin bei  Claudio Pedrini promoviert (Intersection Theories and K-Theory on Singular Varieties). Eine weitere Promotion (Ph. D.) folgte 1996 an der Universität Chicago bei Spencer Bloch (Double Complexes and Euler L-Factors on Degenerations of Algebraic Varieties). Danach war sie bis 1999 Moore-Instructor am Massachusetts Institute of Technology und 1999/2000 Mitglied des Institute for Advanced Study. 2000 wurde sie Assistant Professor und 2003 Associate Professor an der University of Toronto. 2005 wurde sie Associate Professor und 2008 Professor für Mathematik an der Johns Hopkins University. Sie war Gastwissenschaftlerin unter anderem am Max-Planck-Institut für Mathematik und Hausdorff Forschungsinstitut in Bonn, am IHES, am Mittag-Leffler-Institut, am Collège de France, am Institut Henri Poincaré, am Fields Institute in Toronto und mehrfach am Mathematischen Forschungsinstitut Oberwolfach. Sie ist Fellow der American Mathematical Society.
Sie befasst sich insbesondere mit Anwendungen der Nichtkommutativen Geometrie im Sinn von Alain Connes auf die Zahlentheorie, wobei sie mit Connes und Matilde Marcolli zusammenarbeitete.

## Schriften
- Herausgeberin mit Matilde Marcolli Noncommutative geometry and number theory: where arithmetic meets geometry and physics, Vieweg 2006
- Herausgeber mit Alain Connes Noncommutative geometry, arithmetic, and related topics, Proceedings of the 21. Meeting of the Japan-US Mathematics Institute, The Johns Hopkins University Press 2011
- Connes, Consani: The arithmetic site, 2014,  Arxiv